# Agrotrigia czernjaewii
Agrotrigia czernjaewii är en gräsart som först beskrevs av Grigorij Gregory Ivanović Širjaev och Eugeny Mikhailovič Lavrenko, och fick sitt nu gällande namn av Sutorý. Agrotrigia czernjaewii ingår i släktet Agrotrigia och familjen gräs. Inga underarter finns listade i Catalogue of Life.